# Mark Randall

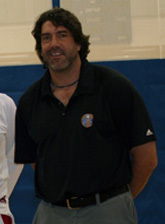
Mark Randall, 2008.

Mark Christopher Randall, född 30 september 1967 i Edina i Minnesota, är en amerikansk före detta professionell basketspelare (PF) som tillbringade fyra säsonger (1991–1995) i den nordamerikanska basketligan National Basketball Association (NBA), där han spelade för Chicago Bulls, Minnesota Timberwolves och Detroit Pistons. Under sin karriär gjorde han 332 poäng (2,6 poäng per match); 56 assists och 160 rebounds, räddningar från att bollen ska hamna i nätkorgen, på 127 grundspelsmatcher.
Randall draftades av Chicago Bulls i första rundan i 1991 års draft som 26:e spelare totalt. Han spelade 15 matcher med dem innan han blev skickad till Timberwolves under säsongen 1991–1992, samma säsong som Bulls vann sin andra raka NBA-mästerskap.
Randall vann bronsmedalj med det amerikanska basketlandslaget vid världsmästerskapet i basket för herrar 1990.
Innan han blev proffs, studerade han vid University of Kansas och spelade basket för deras idrottsförening Kansas Jayhawks i National Collegiate Athletic Association (NCAA).